# إدارة العائد

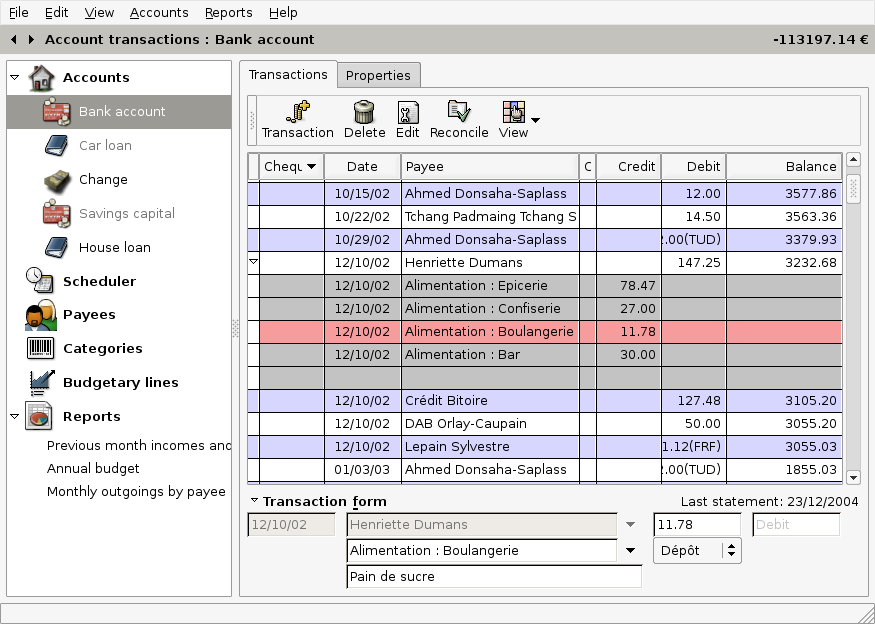

تُعد إدارة العائد إستراتيجية مُتغيرة في تحديد الأسعار، إذ تقوم على فهم سلوك المُستهلك، وتوقعه، والتأثير عليه بغية زيادة الأرباح أو الإيرادات إلى حدها الأعلى، وذلك من مواردَ ثابتة وضمن فترة زمنية محددة (مثل حجوزات مقاعد الخطوط الجوية، أو حجوزات غرف الفنادق، المخزون الإعلاني). كونها فرعٌ محددٌ يُركز على المخزون في إدارة الإيرادات؛ تشتمل إدارة العائد على مراقبة إستراتيجية المخزون لبيع المُنتَج المناسب للعميل المُناسب في والوقت والسعر المُناسبَين. من شأن هذه العملية أن تؤدي إلى التمييز في الأسعار بحيث يتقاضى العُملاء الذين يستهلكون السلع أو الخدمات المتماثلة أسعارًا مختلفة. وتُعد إدارة العائد من أكبر مصادر الإيرادات للعديد من الصناعات الرئيسية؛ إذ أعطى رئيس مجلس إدارة شركة الخطوط الجوية الأمريكية ورئيسها التنفيذي السابق «روبرت كراندال» لإدارة العائد اسمها، وأطلق عليها وصف «التطور التقني الأكثر أهمية في إدارة النقل منذ دخولنا في إجراءات رفع القيود».

## التعريف
أصبحت إدارة العائد جزءًا من نظرية الأعمال السائدة وممارستها على مدى السنوات الخمس عشرة وحتى العشرين الماضية. سواء كان تخصصًا ناشئًا أو علمًا إداريًا جديدًا (إذ اعتُمدت التسميتان حينها)؛ تُعرف إدارة العائد على أنها مجموعة من الاستراتيجيات والتكتيكات المُتبعة لزيادة وتحسين العوائد الربحية لأعمال معينة. وهي معقدة كونها تتضمن العديد من جوانب الرقابة الإدارية بما في ذلك إدارة الأسعار، وإدارة تدفق الإيرادات، وإدارة قنوات التوزيع. توصَف إدارة العائد بأنها متعددة التخصصات إذ تجمع بين مختلف العناصر من التسويق، والعمليات التجارية والإدارة المالية في نهج جديد ناجح للغاية. يجب أن يعمل المنظرون في مجال إدارة العائد بطريقة متكررة مع قسم آخر أو أكثر عند تصميم استراتيجيات إدارة العائد والعمل على انجازها.

## التاريخ
يُنظَر إلى رفع القيود عمومًا باعتباره العامل المحفز لإدارة العائد في صناعة الطيران، ولكن يميل هذا إلى تجاهل الدور الذي تلعبه أنظمة التوزيع العالمية (جي دي إس). وهناك من يزعم بأن نموذج التسعير الثابت يحدث نتيجة للاستهلاك غير المركزي. ومع الإنتاج الشامل، أصبح التسعير نشاطًا إداريًا مركزيًا، وركز موظفو الاتصال بالعملاء على خدمة العملاء، وقد خلقت التجارة الإلكترونية - والتي كانت أنظمة التوزيع العالمية بمثابة الموجة الأولى منها -؛ بيئة يمكن فيها إدارة كميات كبيرة من المبيعات دون الحاجة لوجود عدد كبير من موظفي خدمة العملاء. كما أتاحت لموظفي الإدارة إمكانية الوصول المباشر للسعر في وقت الاستهلاك، بالإضافة لاحتياز البيانات الوفيرة اللازمة لاتخاذ القرارات المُستقبلية.
في يوم 17 يناير من عام 1985، أطلقت الخطوط الجوية الأمريكية أسعار التذكرة التوفيرية سعيًا منها لمنافسة شركة الطيران (بيبول إكسبريس إيرلاينز) منخفضة الكلفة. وقد نُقلَ في كتاب (إدارة الإيرادات) لكاتبه روبرت جي. كروس رئيس مجلس إدارة (تحليلات الإيرادات) ورئيسها التنفيذي عن «دونالد بور» الرئيس التنفيذي لشركة (بيبول إكسبريس) قوله: «لقد كنا شركة نابضة بالحياة ونحقق الأرباح بين عامي 1981 و 1985، ثم انقلب وضعنا بخسارة 50 مليون دولار شهريًا، لقد كنا نحقق الأرباح منذ اليوم الذي بدأنا فيه حتى جاءنا الأمريكي بتذكرته التوفيرية (ألتيميت سوبر سيفر)». وقد اعترفت لجنة جائزة إدلمان في معهد بحوث العمليات والعلوم الإدارية بأنظمة إدارة العائد لمساهمتها بمبلغ يعادل 1.4 مليار دولار في فترة ثلاث سنوات في شركة الطيران.
انتشر نظام إدارة العائد إلى قطاع شركات السفر والنقل الأخرى في أوائل التسعينيات. وكان من الجدير ذكر إنجاز إدارة العائد في الوكالة الوطنية لتأجير السيارات. وفي العام 1993، اضطرت شركة جنرال موتورز إلى تقاضي رسوم بلغت نحو 744 مليون دولار عن الأرباح المتصلة بملكيتها للوكالة الوطنية لتأجير السيارات؛ واستجابةً لذلك، وسع البرنامج الوطني تعريف إدارة العائد ليشمل إدارة سعة الخدمة، وتحديد الأسعار، والتحكم بالحجوزات، لتتمكن شركة جنرال موتورز نتيجة لهذا البرنامج من بيع الشركة الوطنية لتأجير السيارات بما يُقدر بنحو 1.2 مليار دولار.